# Кузьминка (Алтайский край)
Кузьми́нка — село в Змеиногорском районе Алтайского края России. Административный центр Кузьминского сельсовета.

## География
Село находится в южной части Алтайского края, у северного подножия Колыванского хребта, на берегах реки Рассыпуха (бассейн реки Обь), на расстоянии примерно 21 км (по прямой) к северо-западу от города Змеиногорск, административного центра района. Абсолютная высота — 394 м над уровнем моря.

### Климат
Климат умеренный, континентальный. Средняя температура января составляет −15,1 °C, июля — +19,2 °C. Годовое количество атмосферных осадков — 650 мм.

## История
Основано в 1912 году. В 1926 году в посёлке Кузьминский имелось 61 хозяйство и проживало 360 человек (162 мужчины и 198 женщин). В административном отношении входил в состав Никольского сельсовета Змеиногорского района Рубцовского округа Сибирского края.

## Население
| 1926 | 1997 | 1998 | 1999 | 2000 | 2001 | 2002 |
| ---- | ---- | ---- | ---- | ---- | ---- | ---- |
| 360  | ↗927 | ↘921 | ↗925 | ↗954 | ↘902 | ↘880 |
| 2003 | 2004 | 2005 | 2006 | 2007 | 2008 | 2009 |
| ↘813 | ↘780 | ↗801 | ↘785 | ↘760 | ↘757 | ↘740 |
| 2010 | 2011 | 2012 | 2013 |      |      |      |
| ↘645 | ↘643 | ↗653 | ↘644 |      |      |      |

### Национальный состав
Согласно результатам переписи 2002 года, в национальной структуре населения русские составляли 97 %.

## Улицы
| - ул. Весенняя, - ул. Западная, - ул. Зелёная, - ул. Луговая, - ул. Мира, | - ул. Молодёжная, - ул. Набережная, - ул. Октябрьская, - ул. Революционная, - ул. Советская, | - ул. Степная, - ул. Хлеборобов, - ул. Центральная, - ул. Школьная, - ул. Юбилейная. |

## Инфраструктура
В селе функционируют средняя общеобразовательная школа, фельдшерско-акушерский пункт (филиал КГБУЗ «Центральная районная больница г. Змеиногорска»), дом культуры, библиотека и отделение Почты России.